# Guido Balzarini
Guido Balzarini (født 21. oktober 1874, død 1935) var en italiensk fægter, som deltog i OL 1924 i Paris.
Balzarini var ved OL 1924 med på det italienske hold i sabel. Han kæmpede dog kun i kvartfinalekampen mod USA, hvor han til gengæld vandt alle sine fire matcher. Italienerne vandt alle deres kampe og blev dermed olympiske mestre foran Ungarn og Nederlandene. Balzarini rundede sin 50-årsfødselsdag tre måneder efter OL, og han den ældste italienske guldmedaljevinder i historien.